# Almen Abdi
Almen Abdi (Prizren, 21 ottobre 1986) è un ex calciatore svizzero, di origini kosovare-albanesi, di ruolo centrocampista.

## Caratteristiche tecniche
Centrocampista completo, che svolge un buon lavoro di interdizione senza disdegnare la fase offensiva. È in possesso di una buona visione di gioco ed è dotato di un notevole tiro dalla distanza. Può essere schierato in tutti i ruoli di centrocampo e, all'occorrenza, seconda punta con mansioni di assist-man.

## Carriera

### Club

#### Zurigo
Nel 2003 arriva alla squadra svizzera dello Zurigo. Nella stagione 2004-2005 gioca 9 partite senza segnare. La squadra si aggiudica la Coppa nazionale: elimina Kickers Lucerna 4-1, FC Herisau 7-2, Neuchâtel Xamax 2-0, Bellinzona 2-0, Young Boys 3-1 e Lucerna in finale per 3-1. In quanto vincitore della coppa nazionale si qualifica alla Coppa UEFA nonostante il quinto posto dello Zurigo in campionato. In Europa gli elvetici sconfiggono il Legia Varsavia 1-0 a Varsavia e 4-1 a Zurigo. In seguito si faranno estromettere dal Brøndby perdendo 2-0 a Brøndby e vincendo 2-1 in casa.
In campionato lo Zurigo domina insieme al Basilea e conclude il campionato a 78 punti gli stessi dei rossoblu ma la vittoria va allo Zurigo che ottiene un biglietto per la Champions League. In Coppa lo Zurigo elimina l'FC Wiesendangen 6-0, l'FC Wangen bei Olten 1-0, l'FC Herisau 4-2 e l'FC Meyrin giungendo alla semifinale: qui incontrano i rivali del Grassopher che vinceranno il derby di Zurigo per 6-5 escludendo lo Zurigo dalla vittoria del trofeo. In Champions lo Zurigo incontra il Fußballclub Red Bull Salzburg: non basta il 2-1 in casa, perché gli austriaci rimontano e passano il turno grazie al 2-0 di Salisburgo. È il duello Zurigo-Basilea a decidere la leadership in campionato: la vittoria andrà al club di Zurigo per un solo punto. Abdi in questa stagione realizza 5 reti su 30 incontri.
In Coppa Svizzera lo Zurigo umilia letteralmente l'FC Phönix Seen 11-0, Abdi realizzerà all'87' l'undicesima rete; nel turno successivo Abdi realizzerà una doppietta nel 5-1 sull'FC Wangen bei Olten; agli ottavi lo Zurigo elimina l'Yverdon 5-2 e ai quarti il San Gallo 1-0; in semifinale Abdi apre le marcature contro il Lucerna che rimonterà il 2-1 dello Zurigo vincendo 3-2 al 92'. In Champions il Beşiktaş esclude lo Zurigo al terzo turno per 3-1. La squadra viene mandata in Coppa UEFA dove incontra l'Empoli che viene eliminato dallo Zurigo per 4-2 (2-1 ad Empoli e 3-0 a Zurigo); ai gironi viene messo assieme a Bayer Leverkusen, Spartak Mosca, Sparta Praga e Tolosa. Giunge al terzo posto ed arriva così ai sedicesimi di finale: l'HSV vince 3-1 a Zurigo e si porta a casa il passaggio del turno. In campionato lo Zurigo si fa superare da Basilea e Young Boys, giunge terzo e si qualifica per la Coppa UEFA. Abdi realizza 7 gol in 31 incontri. In Coppa Svizzera la squadra elimina l'FC Herrliberg 6-0, il Concordia Basilea 7-6 dopo i calci di rigore, Kriens 3-0 per poi farsi estromettere dal Thun 2-1 dopo i supplementari. In Coppa UEFA gli elvetici battono lo Sturm Graz grazie ai calci di rigore (4-2) dopo il 2-2. L'avventura del club svizzero si conclude al primo turno: il Milan vince 4-1 ed elimina lo Zurigo.
Nella stagione 2008-09 Abdi viene portato in una zona più offensiva e dà il meglio di sé: infatti realizza 19 reti in 32 partite di Axpo Super League, raggiungendo il secondo posto nella classifica marcatori. Assieme ai compagni di reparto Éric Hassli (17 reti) ed Alexandre Alphonse (13 reti) forma l'attacco più prolifico del campionato, infatti sono 49 le reti dei tre sulle 80 della squadra. Inoltre Abdi risulta essere assieme al compagno Hassli il miglior assist-man del torneo con 11 assist. Lo Zurigo vincerà il campionato con due giornate di anticipo su Young Boys e Basilea. In Coppa nazionale lo Zurigo sconfigge l'FC Widnau 6-0, l'FC Schaffhausen 1-0, il Wil 1-0, ma perdono per 1-0 contro il Basilea ai quarti di finale. Il 22 luglio 2009 Abdi subisce un infortunio che lo costringe un mese fuori dai campi di calcio.
In Champions League affronta il Maribor che dopo aver vinto in Svizzera per 3-2 perde in casa per 3-0; l'avventura degli elvetici non si frena contro il Ventspils (5-1) e prosegue nella fase a gironi: pescano Milan, Real Madrid e Marsiglia. Lo Zurigo incontra subito il Real Madrid che parte subito in vantaggio e apparentemente chiude il punteggio sul 3-0; tuttavia lo Zurigo si riprende realizzando 2 reti in 2 minuti e portandosi sul 3-2, nel finale il Real Madrid allungherà sul 5-2. Nella seconda giornata gli svizzeri vanno a giocare a Milano dove trova un successo per 1-0. Lo Zurigo troverà 3 sconfitte nelle successive 3 partite ed un pareggio in casa contro il Milan. Nella stagione seguente gioca 8 incontri prima di passare a gennaio 2010 al Le Mans, club francese della Ligue 1, per 300.000 euro.

#### Le Mans e Udinese
Gioca 13 incontri ma non può evitare la retrocessione in Ligue 2. Viene acquistato in estate dall'Udinese squadra italiana di Serie A. A Udine viene schierato in più occasioni nella stagione ma solo il 22 settembre 2010 contro il Bologna Abdi ha giocato tutta la sfida partendo da titolare. Spesso parte dalla panchina e in poche occasioni è stato schierato titolare e poi sostituito nel secondo tempo.

#### Watford
Il 31 luglio 2012 si trasferisce, in prestito, al Watford, società di proprietà di Giampaolo Pozzo.
Il 19 luglio 2013 viene ufficializzato il suo acquisto da parte del Watford, con cui firma un contratto valido fino al 2016..

## Statistiche

### Presenze e reti nei club
Statistiche aggiornate al 29 agosto 2018.
| Stagione                   | Squadra                    | Campionato                 | Campionato | Campionato | Coppe nazionali | Coppe nazionali | Coppe nazionali | Coppe europee | Coppe europee | Coppe europee | Altre coppe | Altre coppe | Altre coppe | Totale | Totale |
| Stagione                   | Squadra                    | Comp                       | Pres       | Reti       | Comp            | Pres            | Reti            | Comp          | Pres          | Reti          | Comp        | Pres        | Reti        | Pres   | Reti   |
| -------------------------- | -------------------------- | -------------------------- | ---------- | ---------- | --------------- | --------------- | --------------- | ------------- | ------------- | ------------- | ----------- | ----------- | ----------- | ------ | ------ |
| 2003-2004                  | Zurigo                     | SL                         | 12         | 0          | CS              | 0               | 0               | -             | -             | -             | -           | -           | -           | 12     | 0      |
| 2004-2005                  | Zurigo                     | SL                         | 9          | 0          | CS              | 2               | 0               | -             | -             | -             | -           | -           | -           | 11     | 0      |
| 2005-2006                  | Zurigo                     | SL                         | 10         | 0          | CS              | 1               | 1               | CU            | 2             | 0             | -           | -           | -           | 13     | 1      |
| 2006-2007                  | Zurigo                     | SL                         | 31         | 6          | CS              | 5               | 4               | UCL           | 1             | 0             | -           | -           | -           | 37     | 10     |
| 2007-2008                  | Zurigo                     | SL                         | 31         | 7          | CS              | 2               | 1               | UCL+CU        | 2+7           | 0+1           | -           | -           | -           | 42     | 9      |
| 2008-2009                  | Zurigo                     | SL                         | 32         | 19         | CS              | 2               | 1               | CU            | 4             | 1             | -           | -           | -           | 38     | 21     |
| 2009-gen. 2010             | Zurigo                     | SL                         | 8          | 0          | CS              | 2               | 1               | UCL           | 4             | 1             | -           | -           | -           | 14     | 2      |
| Totale Zurigo              | Totale Zurigo              | Totale Zurigo              | 133        | 32         |                 | 14              | 8               |               | 20            | 3             |             |             |             | 167    | 43     |
| gen.-giu. 2010             | Le Mans                    | L1                         | 13         | 0          | CF+CLF          | 1+1             | 0               | -             | -             | -             | -           | -           | -           | 15     | 0      |
| 2010-2011                  | Udinese                    | A                          | 19         | 0          | CI              | 2               | 0               | -             | -             | -             | -           | -           | -           | 21     | 0      |
| 2011-2012                  | Udinese                    | A                          | 23         | 0          | CI              | 1               | 0               | UCL+UEL       | 1+8           | 0+1           | -           | -           | -           | 33     | 1      |
| Totale Udinese             | Totale Udinese             | Totale Udinese             | 42         | 0          |                 | 3               | 0               |               | 9             | 1             |             |             |             | 54     | 1      |
| 2012-2013                  | Watford                    | FLC                        | 39+3       | 12         | FACup+CdL       | 0+2             | 0               | -             | -             | -             | -           | -           | -           | 44     | 12     |
| 2013-2014                  | Watford                    | FLC                        | 13         | 2          | FACup+CdL       | 2+1             | 0               | -             | -             | -             | -           | -           | -           | 16     | 2      |
| 2014-2015                  | Watford                    | FLC                        | 32         | 9          | FACup+CdL       | 1+0             | 0               | -             | -             | -             | -           | -           | -           | 33     | 9      |
| 2015-2016                  | Watford                    | FLC                        | 32         | 2          | FACup+CdL       | 5+1             | 0               | -             | -             | -             | -           | -           | -           | 38     | 2      |
| Totale Watford             | Totale Watford             | Totale Watford             | 119        | 23         |                 | 11              | 0               |               |               |               |             |             |             | 130    | 25     |
| 2016-2017                  | Sheffield Weds             | FLC                        | 16         | 1          | FACup+CdL       | 0+0             | 0+0             | -             | -             | -             | -           | -           | -           | 16     | 1      |
| 2017-2018                  | Sheffield Weds             | FLC                        | 4          | 0          | FACup+CdL       | 2+1             | 0+0             | -             | -             | -             | -           | -           | -           | 7      | 0      |
| 2018-2019                  | Sheffield Weds             | FLC                        | 0          | 0          | FACup+CdL       | 0+0             | 0+0             | -             | -             | -             | -           | -           | -           | 0      | 0      |
| Totale Sheffield Wednesday | Totale Sheffield Wednesday | Totale Sheffield Wednesday | 20         | 1          |                 | 3               | 0               |               |               |               |             |             |             | 23     | 1      |
| Totale carriera            | Totale carriera            | Totale carriera            | 301        | 55         |                 | 33              | 9               |               | 29            | 4             |             |             |             | 357    | 82     |

### Cronologia presenze e reti in Nazionale
| Cronologia completa delle presenze e delle reti in nazionale ― Svizzera | Cronologia completa delle presenze e delle reti in nazionale ― Svizzera | Cronologia completa delle presenze e delle reti in nazionale ― Svizzera | Cronologia completa delle presenze e delle reti in nazionale ― Svizzera | Cronologia completa delle presenze e delle reti in nazionale ― Svizzera | Cronologia completa delle presenze e delle reti in nazionale ― Svizzera | Cronologia completa delle presenze e delle reti in nazionale ― Svizzera | Cronologia completa delle presenze e delle reti in nazionale ― Svizzera |
| Data                                                                    | Città                                                                   | In casa                                                                 | Risultato                                                               | Ospiti                                                                  | Competizione                                                            | Reti                                                                    | Note                                                                    |
| ----------------------------------------------------------------------- | ----------------------------------------------------------------------- | ----------------------------------------------------------------------- | ----------------------------------------------------------------------- | ----------------------------------------------------------------------- | ----------------------------------------------------------------------- | ----------------------------------------------------------------------- | ----------------------------------------------------------------------- |
| 20-8-2008                                                               | Basilea                                                                 | Svizzera                                                                | 4 – 1                                                                   | Cipro                                                                   | Amichevole                                                              | -                                                                       | 62’                                                                     |
| 6-9-2008                                                                | Tel Aviv                                                                | Israele                                                                 | 2 – 2                                                                   | Svizzera                                                                | Qual. Mondiali 2010                                                     | -                                                                       | 74’                                                                     |
| 10-9-2008                                                               | Zurigo                                                                  | Svizzera                                                                | 1 – 2                                                                   | Lussemburgo                                                             | Qual. Mondiali 2010                                                     | -                                                                       | 65’                                                                     |
| 19-11-2008                                                              | Ginevra                                                                 | Svizzera                                                                | 1 – 0                                                                   | Finlandia                                                               | Amichevole                                                              | -                                                                       | 78’                                                                     |
| 11-2-2009                                                               | Basilea                                                                 | Svizzera                                                                | 1 – 1                                                                   | Bulgaria                                                                | Amichevole                                                              | -                                                                       | 46’                                                                     |
| 1-4-2009                                                                | Ginevra                                                                 | Svizzera                                                                | 2 – 0                                                                   | Moldavia                                                                | Qual. Mondiali 2010                                                     | -                                                                       | 87’                                                                     |
| Totale                                                                  |                                                                         | Presenze                                                                | 6                                                                       |                                                                         | Reti                                                                    | 0                                                                       |                                                                         |

## Palmarès

### Club

#### Competizioni nazionali
- Campionato svizzero: 3

Zurigo: 2005-2006, 2006-2007, 2008-2009
- Coppa Svizzera: 1

Zurigo: 2004-2005